# Unit 8200

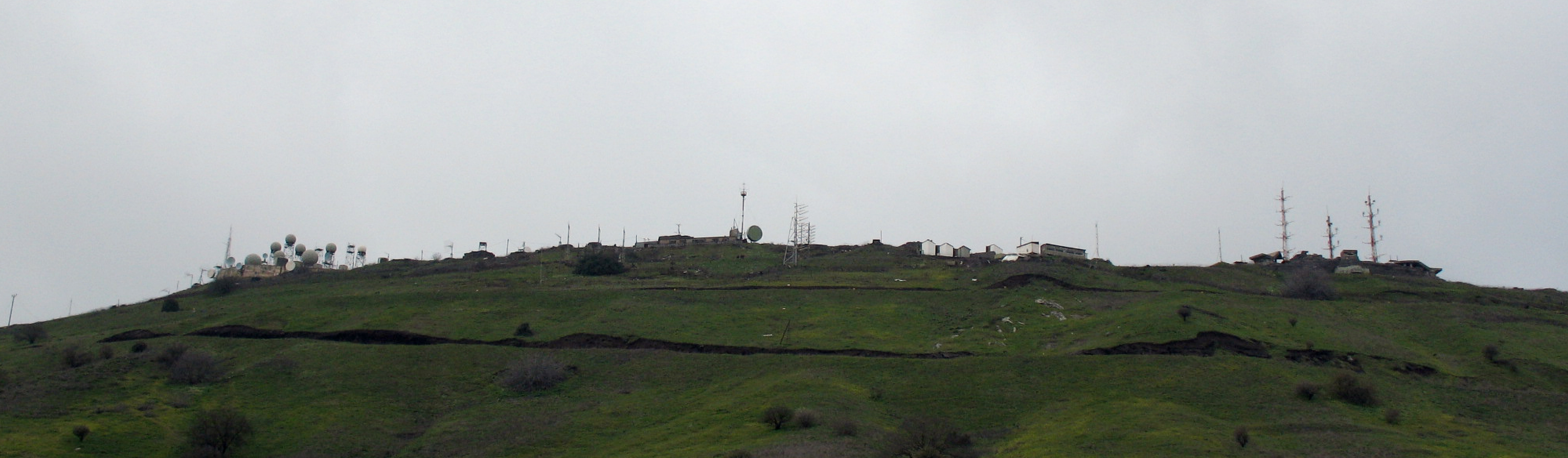
Standort der Unit 8200 auf dem Berg Avital, Golanhöhen

Unit 8200 (Einheit Acht Zweihundert) (יחידה 8200 oder jechida shmone matayim auf Hebräisch) ist eine Einheit der israelischen Streitkräfte zur Fernmelde- und elektronischen Aufklärung, die für die Gewinnung von Signals-Intelligence-Informationen und für Codeentzifferung verantwortlich ist. Die Einheit untersteht dem Militärnachrichtendienst Aman.

## Geschichte
Unit 8200 wurde 1952 unter Verwendung von überschüssiger amerikanischer Militärausrüstung aufgestellt. Ursprünglich wurde sie „2nd Intelligence Service Unit“ (deutsch: 2. Nachrichtendiensteinheit) und dann „515th Intelligence Service Unit“ (deutsch: 515. Nachrichtendiensteinheit) genannt. Im Jahr 1954 wurde die Einheit von Jaffa zu ihrem aktuellen Standort an der Glilot-Kreuzung verlegt.
Ehemalige Mitarbeiter der Unit 8200 gründeten führende israelische High-Tech-Unternehmen, darunter z. B. Check Point, ICQ, Nice, AudioCodes, Gilat und wahrscheinlich auch NSO. Zwei Firmen, die in den Room-641A-Skandal, aufgedeckt 2006 von Mark Klein, und die Überwachungs- und Spionageaffäre 2013 verwickelt waren, wurden von ehemaligen Unit-8200-Mitarbeitern gegründet: Verint Systems und Narus produzieren leistungsfähige Echtzeit-Abhörsysteme und wurden von ehemaligen Angehörigen der Einheit ins Leben gerufen.
Es wird vermutet, dass Unit 8200 der Ersteller des Stuxnet-Computerwurms war, der im Jahr 2010 Steuerungssysteme iranischer Anlagen zur Uran-Anreicherung sabotierte.
Im September 2014 kündigte eine Gruppe von 43 Reservisten der Einheit in einem Brief an Ministerpräsident Benjamin Netanjahu an, ihren Dienst in der West Bank verweigern zu wollen. Sie gaben an, die Praktiken des Diensts nicht länger mittragen zu können, die „die Rechte von Millionen Menschen verletzen“ und auf eine Vertiefung der militärischen Kontrolle über die besetzten Gebiete abzielten. Im Rahmen einer allumfassenden Spionage würden erpresserisch Informationen aus dem privaten Lebensbereich wie Homosexualität oder Ehebruch genutzt, um Kollaborateure unter den Palästinensern anzuwerben. Auch die Verweigerung dringender medizinischer Behandlungen diene als Druckmittel, um z. B. Informationen zu erhalten über Verwandte, die vom Dienst gesucht werden. Andere Mitglieder der Einheit initiierten eine Gegendarstellung, in der sie die erhobenen Vorwürfe scharf zurückwiesen.
Da sie „die Standards und die Moral der israelischen Armee verletzt“ hätten, wurden alle 43 an dem Brief beteiligten Mitglieder entlassen.
Im April 2024 wurde der Kommandeur der Unit 8200, Brigadegeneral Yossi Sariel, enttarnt.

## Personalie
Israels elfter Staatspräsident Isaac Herzog, der am 9. Juli 2021 sein Amt für sieben Jahre antrat, absolvierte seinen Militärdienst in der Unit 8200.